# Eratoneura biramosa
Eratoneura biramosa är en insektsart som först beskrevs av Beamer 1941.  Eratoneura biramosa ingår i släktet Eratoneura och familjen dvärgstritar. Inga underarter finns listade i Catalogue of Life.